# Oves habešský
Oves habešský (Avena abyssinica) je druh ovsa původem z etiopského genového centra. V současné době se minoritně pěstuje zvláště v Etiopii často ve směsi s ječmenem (zrno, zelené krmení). Je charakterizován vzpřímenou latou se dvěma osinami na vnějších stranách pluch obilek.